# Festival dalmatinskih klapa – Omiš 1967.
Festival dalmatinskih klapa Omiš 1967. bila je glazbena manifestacija klapskog pjevanja u Omišu u Hrvatskoj. Festival se održao 15. srpnja - 6. kolovoza 1967. godine.
Natjecale su se sljedeće muške klape:
- Klapa Dalmacija (Dugi Rat), voditelj: Danijel Šeparović
- Klapa Dalmacija (Imotski)
- Klapa Dalmacijacement, Vranjic, voditelj: Ljubo Stipišić
- Klapa Dioklecijan, Split
- Klapa Gusari s Neretve, Opuzen
- Klapa Jadera, Zadar
- Klapa Jedinstvo, Split, voditelj: Ljubo Stipišić
- Klapa Kvintet Rafanelli, Kaštel Lukšić
- Klapa Marineta, Makarska, voditelj: Joško Buble
- Klapa Marjan, Split, voditelj: Ljubo Stipišić
- Klapa Mostar, voditelj: Ilija Vasilj
- Klapa Rebus, Osijek
- Klapa Srdela, Makarska, voditelj: Joško Buble
- Klapa Trogir, Trogir, voditelj: Josip Veršić

## Nagrade
1. Nagrada stručnog žirija - zlatni štit s grbom Grada Omiša:
- Klapa Gusari s Neretve, Opuzen
- Klapa Marjan, Split

2. Nagrada stručnog žirija - srebrni štit s grbom Grada Omiša:
- Klapa Trogir, Trogir

3. Nagrada stručnog žirija - brončani štit s grbom Grada Omiša:
- Oktet Dalmacijacement, Vranjic
- Klapa Jedinstvo, Split

1. Nagrada publike - zlatni omiški leut
- Klapa Gusari s Neretve, Opuzen

## Vanjske poveznice
- Službene stranice